# Osborne (Kansas)
Osborne – miasto w Stanach Zjednoczonych, w stanie Kansas, siedziba administracyjna hrabstwa Osborne.